# Контрада Санта Ченере (Катанцаро)
Контрада Санта Ченере је насеље у Италији у округу Катанцаро, региону Калабрија.
Према процени из 2011. у насељу је живело 24 становника. Насеље се налази на надморској висини од 85 м.